# Botrytické víno

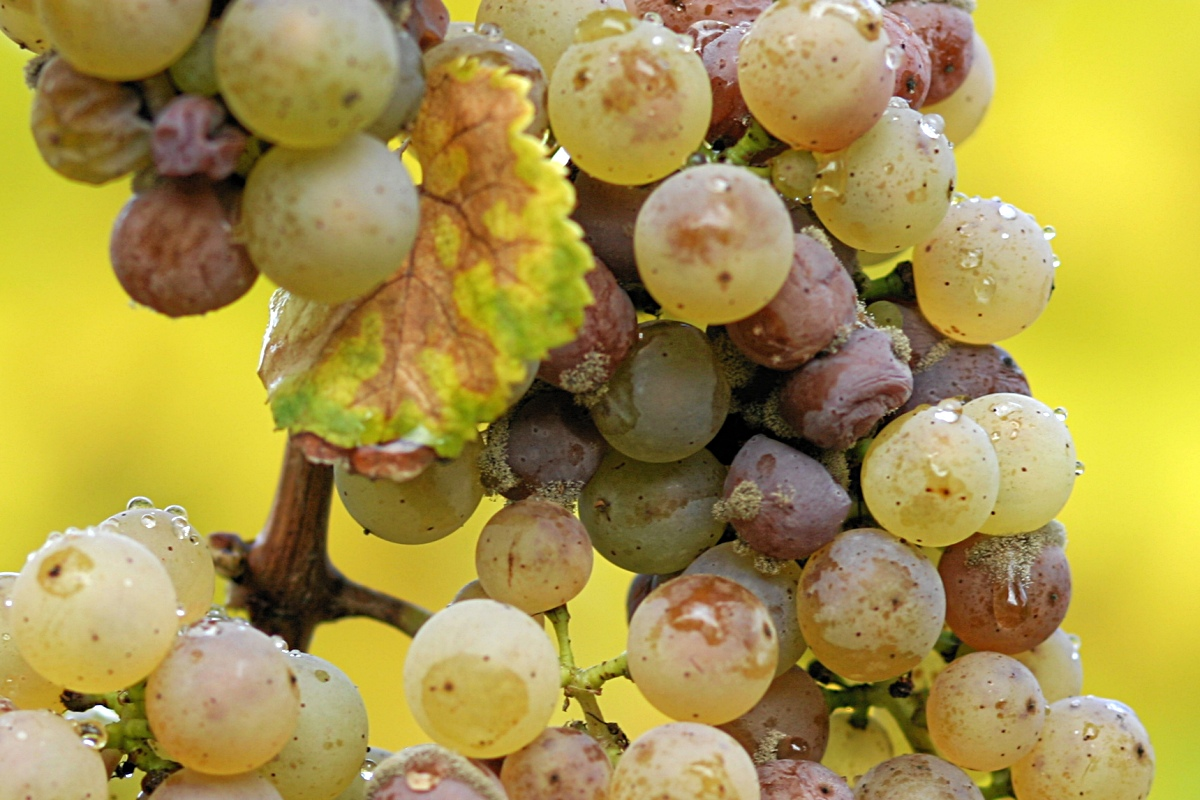
Botrytis cinerea jako ušlechtilá plíseň na bobulích ryzlinku

Botrytické víno (též botrytický sběr neboli botrytický výběr) se vyrábí z bobulí révy vinné napadených plísní Botrytis cinerea, takzvaných cibéb. Přitom musí na vinici panovat vhodné mikroklimatické podmínky, aby tato plíseň bobule nezničila (coby takzvaná šedá plíseň), ale pouze přetvořila a přispěla k jejich vysušení coby takzvaná ušlechtilá plíseň. Ušlechtilá plíseň se tvoří na zralých hroznech za teplého podzimního počasí. Ranní mlha přitom poskytuje vlhkost potřebnou pro růst plísně, zatímco den musí být ještě dostatečně teplý, aby bobule narušené plísní vysychaly. Jen málokterá vinařská oblast se vyznačuje takovým mikroklimatem.

## Ušlechtilá plíseň
Plísňové enzymy v bobulích vytvoří mikroskopické trhliny tím, že naruší buněčné stěny slupky. Výsledkem je, že za suchého počasí vlhkost projde slupkou bobule ven a odpaří se. Koncentrace moštu se v bobuli zvyšuje a jeho množství klesá. Plíseň zároveň mění složení bobule tím, že metabolizuje cukr, kyseliny a dusík. V relativním vyjádření však spotřebuje mnohem více kyselin než cukru a do bobulí zároveň uvolňuje produkty svého metabolismu, jako je glycerin. Tyto mikrobiologické procesy tak mění barvu a chuť šťávy. To vede k typickému medovému buketu botrytického vína.
Působením ušlechtilé plísně může v extrémních případech cukernatost hroznů dosáhnout až 45 %. Výsledkem jsou nejvyšší koncentrace moštu. Ztrátu kvantity tak vinař může kompenzovat zvýšenou kvalitou. Vína vyrobená z těchto moštů jsou obvykle sladší, protože cukru ve vysoké koncentraci kvasinky při alkoholovém kvašení dokáží rozložit jen část. Dalšími zvláštnostmi těchto vín jsou velmi dlouhá trvanlivost a botrytický buket.
Pokud hrozny zplesniví příliš, má to negativní vliv na kvalitu a vede k předčasnému stárnutí, hořké chuti a odpudivé vůni vína. Rovněž pokud Botrytis cinerea napadne ještě ne zcela zralé hrozny, dochází ve vlhkém počasí k jejich zkáze a nemohou být použity pro potravinářské účely.

## Historie
První zmínky o výrobě botrytického vína na území Svaté říše římské sahají do roku 1775, kdy se v německém klášteře v Johannisbergu čekalo na zpožděné povolení ke sklizni. Když mniši povolení získali, byla již většina hroznů napadená botrytidou. Plesnivé hrozny byly pečlivě vytříděny a zpracovány zvlášť. Kvalita zdánlivě zkaženého vína však překonala očekávání a započala evropskou výrobu botrytických výběrů. Na území Uher se dochovala zmínka o botrytickém víně již z roku 1576 v díle Nomenklatura, jehož autorem byl Fabricius Balázs Sziksai. 

## Výroba
Botrytické sběry není možné vyrábět systematicky. Výskyt plísně šedé, který je pro vznik botrytických cibéb klíčový, je závislý na počasí. Spory přežívají v půdě vinice a obvykle je aktivuje až teplé podzimní počasí, kdy ranní mlhy střídá polední slunce. Napadení plísní nebývá jednorázové, ale postupné, takže je vhodné hrozny sklízet v etapách a část cibéb na vinici ponechat, aby se nákaza mohla šířit.

## Vinařské oblasti
Následující vinařské oblasti jsou známé vynikajícími botrytickými víny:
- Francie: Sauternes (hlavně ze Sémillonu, též Muškát a Sauvignon), Anjou (z Chenin Blanc) a Monbazillac (hlavně ze Sémillonu).
- Německo: Moselská oblast (zde zejména Sársko kolem Wiltingenu), Rheingau
- Švýcarsko: Valais (z Petite Arvine)
- Rakousko: Neziderské jezero
- Maďarsko/Slovensko: Tokaj (odrůdy Lipovina, Muškát žlutý a Furmint)
- Rumunsko: Cotnari (z Fetească Albă)

## Česká republika
V České republice nelze botrytické sběry produkovat plánovitě, takže nemají velkou tradici. To ovšem nic nemění na jejich vysoké kvalitě. Typický je vyšší zbytkový cukr (častá jsou vína sladká, případně polosladká) a vysoký extrakt, který dodává chuti plnost. Z odrůd pěstovaných v Česku jsou nejtypičtější oba Ryzlinky (vlašský i rýnský), Chardonnay, Müller Thurgau, Rulandské šedé nebo Aurelius.
Termín botrytický sběr nepatří mezi přívlastky, takže se s ním lze setkat i u vín jakostních a zemských. U přívlastkových vín může doplňovat konkrétní přívlastek. V případě, že bobule dosáhly cukernatosti minimálně 32° normovaného moštoměru, bývá víno označeno přívlastkem výběr z cibéb.